# Dysdera sutoria
Dysdera sutoria är en spindelart som beskrevs av Denis 1945. Dysdera sutoria ingår i släktet Dysdera och familjen ringögonspindlar.
Artens utbredningsområde är Marocko. Inga underarter finns listade i Catalogue of Life.